# 10608 Mameta
10608 Mameta (1996 VB9) là một tiểu hành tinh nằm phía ngoài của vành đai chính được phát hiện ngày 7 tháng 11 năm 1996 bởi K. Endate và K. Watanabe ở Kitami.